# Hrvatski katolički glasnik
Hrvatski katolički glasnik je bio hrvatski iseljenički mjesečnik kojeg su osnovali franjevci 1942. godine.

## Povijest
Godine 1942. hrvatski franjevci u Chicagu osnivaju "Hrvatski katolički glasnik" koji je izlazio na mjesečnoj bazi. Prvi urednik bio je fra Silvije Grubišić. U početku novine izlaze u manjim formatima, a početkom 1985. bivaju zamijenjene dvostruko većim. Posljednji urednik novina bio je fra Častimira Majića. Godine 1994. novine su prestale izlaziti.

## Vanjske poveznice
- Bibliografija Hrvatske revije[neaktivna poveznica] Hrvatski katolički glasnik, mjesečnik